# Jacques Bœsch
Pour les articles homonymes, voir Boesch.
Jacques Bœsch (né à Genève le 20 novembre 1949), auteur de nombreux livres d’auteur publiés aux Éditions du Scorpion bleu, a été, d’octobre 1998 à juin 2010, responsable des affaires culturelles des Hôpitaux universitaires de Genève.
À ce titre, il a participé à l’organisation, chaque année, d’une cinquantaine d’événements artistiques et culturels sous forme d’expositions, de concerts, de conférences et de manifestations artistiques à l’intention des patients hospitalisés, des collaborateurs, des visiteurs et des milieux artistiques, littéraires et culturels de la Cité. Il s’intéresse particulièrement à la photographie et aux arts plastiques, à la littérature et à la philosophie, à la création et à l’art contemporain, à la musique classique et à l’histoire.
Longtemps directeur artistique du département Photographie et illustration de la Fondation Saint-Gervais Genève, il a présidé l’Association suisse des institutions pour la photographie.
Jacques Bœsch a été pendant vingt-quatre ans un parlementaire (conseiller municipal puis député) intervenant régulièrement dans les domaines de la création artistique et de la culture. Il a siégé au Fonds cantonal de décoration et d’art visuel de l’État de Genève, à la Commission consultative des monuments, de la nature et des sites, au Conseil d’administration des HUG et à la Commission administrative des institutions universitaires de psychiatrie.
Aujourd’hui, il se consacre essentiellement à prendre soin de lui-même et de ceux qui lui sont proches, à la littérature, aux rencontres et aux visites.
En 2015 le Conseil administratif de la ville de Genève lui décerne le Prix Culture et Société, mention action culturelle. 

## Livres et cahiers d’auteur* publiés aux Éditions du Scorpion bleu - Extraits
Chaque livre d'auteur* est un objet littéraire unique. Exemplaire après exemplaire, 
il est tiré à la main pour être spécifiquement destiné à son acquéreur. Il est numéroté, dédicacé et signé, sa reliure cousue à la main. Sur demande, le contenu de ces livres d’auteur peut être présenté sous la forme de leporellos ou de portfolios confectionnés sur mesure. Contacts : www.jacquesboesch.ch
- 1985 - 		Rêverie et murmures
- 1992 - 		Les métamorphoses du nabot bleu
- 1993 -         	Notules et nouvelles
- 1994 -        	La photographie, un art dialectique
- 1995 -        	Carnet I
- Carnet II
- Carnet III
- 1996 - 	        Carnet IV
- Agenda et notes de lecture
- 1998 - 		Rémanences Sud
- 2001 - 	Jacques, désirs de photographie
- Le principe d'anthropie
- 2002 - 		Déplacements hellènes
- L’oxymore cartusien
- Modulations marocaines
- Deux visages
- 2003	-	Petites histoires pour en rester au désir
- 2004	-	Bonvent – Carnet domicile I
- L’annonce
- Séquences – Passages – Carnet domicile V
- 2004-2009 -   	Siripoj Chamroenvidhya, six méditations visuelles
- 2005	-	D’un côté – l’autre I – Carnet domicile VI
- 2006	-	Vignettes et autres notations
- La Casa di Fulvio
- Réconciliation
- Carnet de curiosités estivales
- D’un côté – l’autre II – Carnet domicile VII
- 2007  -     	Jacques, rétrospective
- Miniatures islandaises
- Vignettes et autres notations II
- 2008  -     	D’un côté – l’autre III – Carnet domicile VIII
- Vignettes et autres notations III
- Un pas de côté
- 21, faire du bien au mal
- L’héritage
- Sarah
- 2009 -		Les débrides du désir, ensuite des Pensées de Marie Morel
- Alain Doury, photographies
- Éloge du trou
- 2010 -      	Nuances
- Estompes transsibériennes
- Plaisirs de l‘âge mûr
- 2011 -       	Nuances II
- Nuages
- Antoine, l’autre I
- D’un côté, l’autre IV – Carnet domicile XI
- Préférences, narrations intérieures
- Marc 14, 22 – 24
- Antoine, l’autre de soi
- L’outremonde, comme hypothèse à la ligne d’horizon
- 2012 -		Antoine, l’autre II
- À la limite, curiosités critiques
- Du côté de l’autre, curiosités spirituelles
- Brefs récits pour le plaisir, curiosités intellectuelles

## Publications ou contributions chez d’autres éditeurs (extraits)
- 2009	- Pour une esthétique hospitalière relationnelle, méditation sur une décennie d’activités des affaires culturelles des HUG, 1998 - 2009 - Éditions ART-HUG
- Pour une esthétique hospitalière relationnelle, in Phosphorescent Arts for Palliative Care, 2009, Cahier d’exposition HUG, Genève, 2008
- Follie Italiane - Cahier d'exposition HUG + La Baconnière/Arts, Genève
- Présence de l'art à l'hôpital, l'itinéraire genevois - Version 5 - HUG édition, Genève
- 2007	- Jean Tirilly – Cahier d’exposition HUG + La Baconnière/Arts, Genève
- Le Journal du Patient, Tony Morgan - Cahier d'exposition HUG + La Baconnière/Arts, Genève
- 2006	- Photocollage - Papiers Glacés, Marianne Sandoz – Cahier d’exposition HUG + La Baconnière/Arts, Genève
- 2005	- Autour d’une écriture hospitalière – Préface in Écritures intuitives – Écritures Créatives, Cahier d’exposition HUG + La Baconnière/Arts, Genève
- 2004	- L’art à l’hôpital – André Le Hien – Cahier d’exposition HUG + La Baconnière/Arts, Genève
- 2003  - Voyages infinis – The never-ending journey, Anna Halm Schudel, Scheidegger & Spiess, Zurich
- Du Cabinet des curiosités de Bel-Air à la présence de l’art et de la culture à Belle-Idée  – De Bel-Air à Belle-Idée – HUG + Georg Éditeur, Genève
- 2002 - Ressemblances différentielles – Bouledogues, photographies de Cyril Kobler, Ides et Calendes, Neuchâtel
- 2000 -	Cent fois ni Loëx – Préface – Loëx – HUG + Georg Éditeur, Genève
- 1997 - Squatter la photographie – Rhino : portraits de squatter, photographies de Didier Béguelin, Saint-Gervais Éditions, Genève
- 1996 -  Désir d’image – Evgen Bavcar – Benteli Verlags AG, Berne
- 1994 - Notice – Fragments, photographies d’Isabel Muñoz – Actes Sud, Saint-Gervais Genève
- Césures – Printemps de Femmes, Monique Jacot – Saint-Gervais Éditions, Genève